# Мішель Моран
Мішель Моран (пол. Miszel Moran; 5 червня 1965 Париж) — французький ресторатор і майстер іспанської кухні. Журі польського видання шоу MasterChef та MasterChef Junior, транслювались на TVN. Постійно проживає в Польщі.

## Біографія
За походженням андалузієць (син іспанських іммігрантів). Навчався в школі гостинності Жана Друанта. Проходив стажування, серед інших, у п'ятизірковому готелі Royal Monceau, розташованому в самому центрі Парижа та в ресторані Le Jardin, позначеному двома зірками в путівнику Мішлен. З 2004 року є власником і шеф-кухарем ресторану «Бістро де Париж», розташованого в будівлі Варшавської національної опери, який отримав рекомендації від Мішлен в 2012 році. У 2013 році опублікував свою кулінарну книгу, широко рецензовану на вебсайтах. У 2006 році йому було присвоєно французьку національну премію Ordre du Mérite Agricole, нагороджену міністром сільського господарства Домініком Буссеро, за просування національної сільськогосподарської продукції а також риб та морепродуктів.

## Публікації
- Мої смаки, Muza Publishing SA, 2013[8]